# ذهن زیبا (مجموعه تلویزیونی کره جنوبی)
ذهن زیبا (کره‌ای: 뷰티풀 마인드; لاتین‌نویسی اصلاح‌شده: Beutipul maindeu) یک مجموعه محصول تلویزیونی کره جنوبی سال ۲۰۱۶ با بازی جانگ هیوک، پارک سو دام، یون هیون مین و پارک سه یونگ است. این مجموعه از ۲۰ ژوئن تا ۲ اوت ۲۰۱۶، روزهای دوشنبه و سه شنبه ساعت ۲۲:۰۰ (کی‌اس‌تی) از کی‌بی‌اس۲ پخش شد.
اگرچه این درام طرفداران خود را داشت اما به دلیل کاهش ریتینگ بینندگان، قسمت‌های آن از ۱۶ قسمت برنامه‌ریزی شده به ۱۴ کاهش یافت.

## خلاصه داستان
این مجموعه با الهام از رمان گوتیک فرانکشتاین اثر مری شلی، داستان یک جراح مغز و اعصاب بسیار مشهور اما بی‌احساس و درگیرشدن او با مرگ‌های مرموز در بیمارستانی را بازگو می‌کند که در آنجا کار می‌کند.

## بازیگران

### اصلی
- جانگ هیوک در نقش لی یونگ اوه

استادیار ۳۶ سالهٔ بخش نورولوژی در بیمارستان هیون‌سونگ. او یک جراح مغز و اعصاب نابغه است که قادر به احساس همدلی نیست.
- پارک سو دام در نقش گه جین سونگ[۳]

پلیس ترافیک ۲۶ ساله که به شدت اصول خود را حفظ می‌کند. او راستگو، رک و راست و پایبند به قوانین است.
- یون هیون مین در نقش هیون سوک جو[۴]

جراح قلب و قفسه سینهٔ ۳۶ ساله که در بین بیماران محبوب است و مورد اعتماد همکارانش است.
- پارک سه یونگ در نقش کیم مین جه[۵]

محقق ارشد ۳۴ ساله در بخش نورولوژی بیمارستان هیون‌سونگ.
- هو جون هو در نقش لی گون میونگ

سرپرست ۵۸ سالهٔ مرکز قلب و عروق در بیمارستان هیون‌سونگ.